# F. S. Motors Company
F. S. Motors Company war ein US-amerikanischer Hersteller von Automobilen.

## Unternehmensgeschichte
In Wisconsin gab es eine hochangesehene Motorenfabrik für Dampfmotoren namens Corliss. Die Personen Filer und Stowell werden genannt. 1911 gründeten sie ein separates Unternehmen zur Fahrzeugproduktion in Milwaukee in Wisconsin. Dazu kauften sie den Automobilhersteller Petrel Motor Car Company und den Motorenhersteller Beaver Manufacturing Company auf und verlagerten alles aus deren Werken in ihr eigenes Werk. So begann die Produktion von Personenkraftwagen und Lastkraftwagen. Der Markenname lautete FS, auch in der Schreibweise F.S. 1912 endete die Produktion.

## Fahrzeuge
Das Sortiment war groß und nicht rationell. So hatten alle Fahrzeuge verschiedene Motoren und verschiedene Fahrgestelle. Sie hatten Beaver-Motoren und Kardanantrieb.
Das schwächste Fahrzeug hatte einen Motor mit 12 PS Leistung. Der Radstand betrug 229 cm. Aufbau war ein Lieferwagen.
Ein Runabout hatte einen 22-PS-Motor und 249 cm Radstand und ein größerer Runabout einen 30-PS-Motor und 292 cm Radstand.
Das stärkste Modell hatte einen Motor mit 40 PS Leistung. Der Radstand maß 300 cm. Diese Fahrzeuge waren als Torpedo karosseriert.

## Modellübersicht
| Jahr      | Modell | Zylinder | Leistung (PS) | Radstand (cm) | Aufbau      |
| --------- | ------ | -------- | ------------- | ------------- | ----------- |
| 1911–1912 | 12 HP  |          | 12            | 229           | Lieferwagen |
| 1911–1912 | 22 HP  |          | 22            | 249           | Runabout    |
| 1911–1912 | 30 HP  |          | 30            | 292           | Runabout    |
| 1911–1912 | 40 HP  |          | 40            | 300           | Torpedo     |